# Championnat de Suisse de baseball 2008
Navigation
2007 2009
Le Championnat de Suisse de baseball 2008, dit Ligue Nationale A, est la 28e édition de cette épreuve mettant aux prises les huit meilleures équipes suisses.
Les Bern Cardinals s'imposent 3-0 dans la série finale face aux Lausanne Indians. C'est leur cinquième titre dans la compétition, le quatrième consécutif.

## Format
Les équipes sont réparties dans deux poules en saison régulière. Les deux premiers de poule sont qualifiés pour les demi-finales croisées au meilleur des trois rencontres et finale au meilleur des cinq rencontres.

## Clubs participants
| \| Zürich: Zürich Barracudas Zürich Challengers Bern Cardinals Wil Devils Lausanne Indians Reussbühl Eagles Sissach Frogs Therwil Flyers Zürich \| Localisation des clubs engagés dans le championnat. |
| Zürich: Zürich Barracudas Zürich Challengers Bern Cardinals Wil Devils Lausanne Indians Reussbühl Eagles Sissach Frogs Therwil Flyers Zürich                                                           |

| Équipe             | Ville    | Titres |
| ------------------ | -------- | ------ |
| Bern Cardinals     | Berne    | 4      |
| Lausanne Indians   | Lausanne | 0      |
| Reussbühl Eagles   | Littau   | 0      |
| Sissach Frogs      | Sissach  | 0      |
| Therwil Flyers     | Therwil  | 7      |
| Wil Devils         | Wil      | 0      |
| Zürich Barracudas  | Zurich   | 2      |
| Zürich Challengers | Zurich   | 8      |

## Saison régulière
| Pl. | Équipe            | J  | V  | D  | %    |
| --- | ----------------- | -- | -- | -- | ---- |
| 1   | Therwil Flyers    | 20 | 18 | 2  | .900 |
| 2   | Bern Cardinals    | 20 | 15 | 5  | .750 |
| 3   | Zürich Barracudas | 20 | 12 | 8  | .600 |
| 4   | Wil Devils        | 20 | 6  | 14 | .300 |

| Pl. | Équipe             | J  | V  | D  | %    |
| --- | ------------------ | -- | -- | -- | ---- |
| 1   | Lausanne Indians   | 20 | 11 | 9  | .550 |
| 2   | Zürich Challengers | 20 | 9  | 11 | .450 |
| 3   | Sissach Frogs      | 20 | 6  | 14 | .300 |
| 4   | Reussbühl Eagles   | 20 | 3  | 17 | .150 |

## Phase finale
|  | Demi-finales      | Demi-finales     |                |   | Finale | Finale |
|  | Demi-finales      | Demi-finales     |                |   | Finale | Finale |
|  |                   |                  |                |   |        |        |
|  |                   |                  |                |   |        |        |
|  |                   |                  |                |   |        |        |
|  | Lausanne Indians  | 2                |                |   |        |        |
|  | Lausanne Indians  | 2                |                |   |        |        |
|  | Therwil Flyers    | 0                |                |   |        |        |
|  | Therwil Flyers    | 0                | Bern Cardinals | 3 |        |        |
|  |                   |                  | Bern Cardinals | 3 |        |        |
|  |                   | Lausanne Indians | 0              |   |        |        |
|  | Bern Cardinals    | Lausanne Indians | 0              | 2 |        |        |
|  | Bern Cardinals    |                  |                | 2 |        |        |
|  | Zürich Barracudas | 0                |                |   |        |        |
|  | Zürich Barracudas | 0                |                |   |        |        |